# Чемпионат мира по баскетболу 2019. Группа D
В этой статье представлено положение команд и результаты матчей в группе D предварительного раунда чемпионата мира по баскетболу 2019. Состав группы был определён во время жеребьёвки 16 марта 2019 года в Центре культуры Шэньчжэня, Китай. В группе участвуют Ангола, Италия, Сербия, и Филиппины. Команды сыграют друг с другом в один круг. Матчи пройдут с 31 августа по 4 сентября 2019 года в Международный спортивный и культурный центр в Фошане. Две лучшие команды выходят в групповой турнир за 1-16 места, две худшие - в групповой турнир за 17-32 места.

## Команды
| Команда   | Квалификация                 | Квалификация    | Участие   | Участие | Участие | Лучший результат       |
| Команда   | Способ                       | Дата            | Последнее | Всего   | Подряд  | Лучший результат       |
| --------- | ---------------------------- | --------------- | --------- | ------- | ------- | ---------------------- |
| Ангола    | 2-е место в группе Е Африки  | 1 декабря 2018  | 2014      | 8       | 5       | 10-е (2010)            |
| Филиппины | Лучшая среди 4-х команд Азии | 24 февраля 2019 | 2014      | 7       | 2       | 4-е (1954)             |
| Италия    | 2-е место в группе J Европы] | 22 февраля 2019 | 2006      | 9       | 3       | 4-е место (1970, 1978) |
| Сербия    | 3-е место в группе L Европы  | 24 февраля 2019 | 2014      | 5       | 5       | 2-е (2014 )            |

## Положение команд
| Команда   | Игр | В | П | МЗ  | МП  | МР   | Очки |
| --------- | --- | - | - | --- | --- | ---- | ---- |
| Сербия    | 3   | 3 | 0 | 323 | 203 | +120 | 6    |
| Италия    | 3   | 2 | 1 | 277 | 215 | +62  | 5    |
| Ангола    | 3   | 1 | 2 | 204 | 278 | −74  | 4    |
| Филиппины | 3   | 0 | 3 | 210 | 318 | −108 | 3    |

## Результаты матчей
Время матчей дано по UTC+8:00

### 1-й тур

#### Ангола — Сербия
| 31 августа 2019 15:30 | Протокол | Ангола                     | 59:105   | Сербия               | Международный спортивный и культурный центр, Фошань Зрителей: 11,000 Судьи: Гильерме Локателли Мартиньш Козловскис Скот Бекер |
| 31 августа 2019 15:30 | Протокол | 20–29, 12–21, 15–28, 12–27 |          |                      | Международный спортивный и культурный центр, Фошань Зрителей: 11,000 Судьи: Гильерме Локателли Мартиньш Козловскис Скот Бекер |
| 31 августа 2019 15:30 | Протокол | Карлуш Мораиш 15           | Очки     | Богдан Богданович 24 | Международный спортивный и культурный центр, Фошань Зрителей: 11,000 Судьи: Гильерме Локателли Мартиньш Козловскис Скот Бекер |
| 31 августа 2019 15:30 | Протокол | Вальделисиу Жоаким 5       | Подборы  | Бобан Марьянович 10  | Международный спортивный и культурный центр, Фошань Зрителей: 11,000 Судьи: Гильерме Локателли Мартиньш Козловскис Скот Бекер |
| 31 августа 2019 15:30 | Протокол | Семь игроков по 1          | Передачи | Стефан Йович 9       | Международный спортивный и культурный центр, Фошань Зрителей: 11,000 Судьи: Гильерме Локателли Мартиньш Козловскис Скот Бекер |

#### Филиппины — Италия
| 19:30 | Протокол | Филиппины                      | 62:108   | Италия                               | Международный спортивный и культурный центр, Фошань Зрителей: 10,500 Судьи: Стивен Андерсон Йоанн Россо Чун Юй |
| 19:30 | Протокол | 8–37, 16–25, 15–23, 23–23      |          |                                      | Международный спортивный и культурный центр, Фошань Зрителей: 10,500 Судьи: Стивен Андерсон Йоанн Россо Чун Юй |
| 19:30 | Протокол | Эндрэй Блатч, Джеймар Перес 15 | Очки     | Луиджи Датоме, Амедео делла Валле 17 | Международный спортивный и культурный центр, Фошань Зрителей: 10,500 Судьи: Стивен Андерсон Йоанн Россо Чун Юй |
| 19:30 | Протокол | Эндрэй Блатч 10                | Подборы  | Амедео Тесситори 8                   | Международный спортивный и культурный центр, Фошань Зрителей: 10,500 Судьи: Стивен Андерсон Йоанн Россо Чун Юй |
| 19:30 | Протокол | Джеймар Перес 3                | Передачи | Лука Витали 5                        | Международный спортивный и культурный центр, Фошань Зрителей: 10,500 Судьи: Стивен Андерсон Йоанн Россо Чун Юй |

### 2-й тур

#### Италия — Ангола
| 2 сентября 2019 15:30 | Протокол | Италия                     | 92:61    | Ангола          | Международный спортивный и культурный центр, Фошань Зрителей: 5,000 Судьи: Стивен Андерсон Мартиньш Козловскис Евгений Михеев |
| 2 сентября 2019 15:30 | Протокол | 25–11, 19–10, 26–21, 22–19 |          |                 | Международный спортивный и культурный центр, Фошань Зрителей: 5,000 Судьи: Стивен Андерсон Мартиньш Козловскис Евгений Михеев |
| 2 сентября 2019 15:30 | Протокол | Марко Белинелли 17         | Очки     | Яник Морейра 15 | Международный спортивный и культурный центр, Фошань Зрителей: 5,000 Судьи: Стивен Андерсон Мартиньш Козловскис Евгений Михеев |
| 2 сентября 2019 15:30 | Протокол | Джефф Брукс 11             | Подборы  | Яник Морейра 8  | Международный спортивный и культурный центр, Фошань Зрителей: 5,000 Судьи: Стивен Андерсон Мартиньш Козловскис Евгений Михеев |
| 2 сентября 2019 15:30 | Протокол | Дэниел Хэккетт 3           | Передачи | Карлуш Мораиш 2 | Международный спортивный и культурный центр, Фошань Зрителей: 5,000 Судьи: Стивен Андерсон Мартиньш Козловскис Евгений Михеев |

#### Сербия — Филиппины
| 2 сентября 2019 19:30 | Протокол | Сербия                        | 126:67   | Филиппины          | Международный спортивный и культурный центр, Фошань Зрителей: 10,000 Судьи: Гильерме Локателли Чун Юй Йоанн Россо |
| 2 сентября 2019 19:30 | Протокол | 28–13, 34–22, 37–13, 27–19    |          |                    | Международный спортивный и культурный центр, Фошань Зрителей: 10,000 Судьи: Гильерме Локателли Чун Юй Йоанн Россо |
| 2 сентября 2019 19:30 | Протокол | Неманья Бьелица 20            | Очки     | Джеймар Перес 16   | Международный спортивный и культурный центр, Фошань Зрителей: 10,000 Судьи: Гильерме Локателли Чун Юй Йоанн Россо |
| 2 сентября 2019 19:30 | Протокол | Никола Йокич 7                | Подборы  | Джун-Мар Фахардо 6 | Международный спортивный и культурный центр, Фошань Зрителей: 10,000 Судьи: Гильерме Локателли Чун Юй Йоанн Россо |
| 2 сентября 2019 19:30 | Протокол | Никола Йокич, Василие Мицич 7 | Передачи | Эндрэй Блатч 6     | Международный спортивный и культурный центр, Фошань Зрителей: 10,000 Судьи: Гильерме Локателли Чун Юй Йоанн Россо |

### 3-й тур

#### Ангола — Филиппины
| 4 сентября 2019 15:30 | Протокол | Ангола                           | 84:81 ОТ | Филиппины       | Международный спортивный и культурный центр, Фошань Зрителей: 5,500 Судьи: Гильерме Локателли Евгений Михеев Скот Бекер |
| 4 сентября 2019 15:30 | Протокол | 21–20, 17–14, 18–12, 17–27, 11–8 |          |                 | Международный спортивный и культурный центр, Фошань Зрителей: 5,500 Судьи: Гильерме Локателли Евгений Михеев Скот Бекер |
| 4 сентября 2019 15:30 | Протокол | Вальделисиу Жоаким 20            | Очки     | Эндрэй Блатч 23 | Международный спортивный и культурный центр, Фошань Зрителей: 5,500 Судьи: Гильерме Локателли Евгений Михеев Скот Бекер |
| 4 сентября 2019 15:30 | Протокол | Яник Морейра 15                  | Подборы  | Эндрэй Блатч 12 | Международный спортивный и культурный центр, Фошань Зрителей: 5,500 Судьи: Гильерме Локателли Евгений Михеев Скот Бекер |
| 4 сентября 2019 15:30 | Протокол | Леонель Паулу 6                  | Передачи | Кифер Равена 4  | Международный спортивный и культурный центр, Фошань Зрителей: 5,500 Судьи: Гильерме Локателли Евгений Михеев Скот Бекер |

#### Италия — Сербия
| 4 сентября 2019 19:30 | Протокол | Италия                     | 77:92    | Сербия               | Международный спортивный и культурный центр, Фошань Зрителей: 15,000 Судьи: Стивен Андерсон Йоанн Россо Чун Юй |
| 4 сентября 2019 19:30 | Протокол | 23–28, 19–22, 15–20, 20–22 |          |                      | Международный спортивный и культурный центр, Фошань Зрителей: 15,000 Судьи: Стивен Андерсон Йоанн Россо Чун Юй |
| 4 сентября 2019 19:30 | Протокол | Данило Галлинари 26        | Очки     | Богдан Богданович 31 | Международный спортивный и культурный центр, Фошань Зрителей: 15,000 Судьи: Стивен Андерсон Йоанн Россо Чун Юй |
| 4 сентября 2019 19:30 | Протокол | Данило Галлинари 8         | Подборы  | Неманья Бьелица 7    | Международный спортивный и культурный центр, Фошань Зрителей: 15,000 Судьи: Стивен Андерсон Йоанн Россо Чун Юй |
| 4 сентября 2019 19:30 | Протокол | Марко Белинелли 4          | Передачи | Неманья Бьелица 9    | Международный спортивный и культурный центр, Фошань Зрителей: 15,000 Судьи: Стивен Андерсон Йоанн Россо Чун Юй |